# 清水川郵便局
清水川郵便局（しみずがわゆうびんきょく）は、青森県東津軽郡平内町にある郵便局。

## 所在地
- 青森県東津軽郡平内町大字清水川字大川添28

## 歴史
- 1933年（昭和8年）4月1日 - 東平内郵便取扱所開所。郵便・貯金・為替の各業務取扱開始。
- 1935年（昭和10年）2月11日 - 東平内郵便局に改称。保険年金取扱開始。
- 1938年（昭和13年）7月26日 - 電信・電話取扱業務開始。
- 1939年（昭和14年）3月31日 - 電話交換業務開始。
- 1956年（昭和31年）6月10日 - 清水川郵便局に改称。
- 1971年（昭和46年）5月19日 - 電話交換業務が自動化され、小湊自動従局に合併される。

## 取扱内容
- 郵便、印紙、ゆうパック、国際郵便、e発送サービス
- 貯金、為替、振替、振込、国債、貸付
  - 外貨両替や小切手払は扱わない。
- 生命保険、がん保険、バイク自賠責保険
- ゆうちょ銀行ATM（払い込み対応機種）

## 定休日
- 窓口 - 土日祝と年末年始
- ATM - 土曜日午後・日祝日・正月3が日

## 周辺
- 青森県道123号清水川滝沢野内線
- 国道4号
- 清水川コミュニティセンター

## アクセス
- 平内町民バス「八幡宮前」バス停下車後、徒歩約170m・約数分。
- 下北交通青森線「薬師野入口」バス停下車後、徒歩約730m・約12分(直線距離だと約350mと近いが、道路の関係で遠回りとなる)。
- 青い森鉄道線清水川駅から、徒歩で約650m・約10分。
- 駐車場:2台分

## 参考資料
- 『平内町史 上巻』(平内町・1977年4月1日発行)「官公署 九、平内の郵便局」855頁～856頁「清水川郵便局」